# US Milanese
Die  US Milanese  war ein 1902 gegründeter italienischer Sportverein aus der lombardischen Hauptstadt Mailand. Aufgrund der schwarz-weiß gemusterten Heimtrikots wurde die Mannschaft als Gli Scacchi („Die Schachbretter“) bezeichnet.

## Fußballabteilung
Die Fußballabteilung des Vereins wurde 1903 gegründet, die Trikotfarben der Mannschaft waren weiß und schwarz. Aufgrund der Auflösung der Fußballabteilung des SEF Mediolanum, wechseln 1905 viele Mediolanum-Spieler zur US Milanese. In den Saisons 1908 und 1909 erlebte die US Milanese seine erfolgreichste Zeit, als man zweimal Vizemeister wurde. Zweimal musste man sich nur der damaligen Spitzenmannschaft SG Pro Vercelli geschlagen geben. In der Folge konnte man sich bis zur Saison 1923/24 in der obersten Spielklasse halten, wo man sich im Mittelfeld positionieren konnte. In der Saison 1922/23 stieg der Verein in die 2. Division ab, hier verblieb die US Milanese bis zur Spielzeit 1926/27, als die zweithöchste Spielklasse in 1. Division umbenannt wurde. In der Saison 1927/28 stieg der Verein wieder in die höchste Spielklasse auf. Jedoch wurde der Verein von der faschistischen Führung gezwungen sich dem Lokalrivalen Inter Mailand anzuschließen. Gleichzeitig wurde Inter in SS Ambrosiana Inter umbenannt.

## Sportliche Chronologie
- FNGI-Meisterschaft:
- 1905: 2. Platz hinter der SG Pro Vercelli

- FIGC-Meisterschaft:
- 1905 3. Platz in der Finalrunde.
- 1906 Ausscheidungsrunde – Lombardei – Ausgeschieden mit 0 Punkten.
- 1907 Ausscheidungsrunde – Lombardei – Ausgeschieden mit 0 Punkten.
- 1908 2. Platz in der Finalrunde hinter der SG Pro Vercelli
- 1909 2. Platz nach Finalniederlage gegen die SG Pro Vercelli
- 1909/10 6. Platz mit 13 Punkten
- 1910/11 7. Platz mit 12 Punkten
- 1911/12 9. Platz mit 8 Punkten
- 1912/13: 1. Categoria Ligurien-Lombardei 5. Platz mit 4 Punkten
- 1913/14: 1. Categoria Piemont-Lombardei 4. Platz mit 21 Punkten
- 1914/15: 1. Categoria Nord Gruppe E 3. Platz mit 10 Punkten
- 1919/20: 1. Categoria Lombardei Gruppe C 1. Platz mit 18 Punkten, Halbfinale Nord Qualifikationsrunde B 2. Platz mit 15 Punkten
- 1920/21: 1. Categoria Lombardei Gruppe C 1. Platz mit 12 Punkten, Lombardei Finalrunde 3. Platz mit 11 Punkten. Halbfinale Nord B 4. Platz mit 2 Punkten
- 1921/22: 1. Division Lega Nord Qualifikationsrunde A 8. Platz mit 20 Punkten
- 1922/23: 1. Division Lega Nord Qualifikationsrunde C 10. Platz mit 14 Punkten, Abstieg in die 2. Division
- 1923/24: 2. Division Lega Nord Qualifikationsrunde C 6. Platz mit 13 Punkten
- 1924/25: 2. Division Lega Nord Qualifikationsrunde B 4. Platz mit 19 Punkten
- 1925/26: 2. Division Lega Nord Qualifikationsrunde A 5. Platz mit 23 Punkten
- 1926/27: 1. Division Gruppe A 5 Platz mit 18 Punkten
- 1927/28: 1. Division Gruppe B 2 Platz mit 22 Punkten, Aufstieg in die höchste Spielklasse
- 1945/46: 1. Division (Regional Liga Lombardei) nachgewachst als US Milanese

## Ehemalige Spieler
- Giuseppe Hess